# Difacinon
Difacinon (ISO-naam) of difenadion is een rodenticide uit de groep van 1,3-indaandionderivaten. Andere indaandionderivaten zijn chloorfacinon en pindon. Het is een anticoagulans, dat de bloedstolling vertraagt. Difacinon onderdrukt de vorming van protrombine, een stof die noodzakelijk is voor de bloedstolling. Dit resulteert na enkele dagen in ernstige inwendige bloedingen die de dood tot gevolg hebben.
Difacinon is beschikbaar in vaste en vloeibare lokmiddelen of als trackingpoeder dat gestrooid wordt op de plaatsen waar de knaagdieren vermoedelijk langskomen. Het poeder blijft aan hun pels hangen en de dieren krijgen het binnen als ze zich schoonlikken. De concentratie aan difacinon in de producten ligt meestal tussen 0,001 en 0,01%.
Difacinon is zeer giftig: de dodelijke orale dosis bij de mens wordt geschat tussen 5 en 50 mg per kilogram lichaamsgewicht. Vitamine K is een antidotum voor dit vergif.